# Layāl Abboud

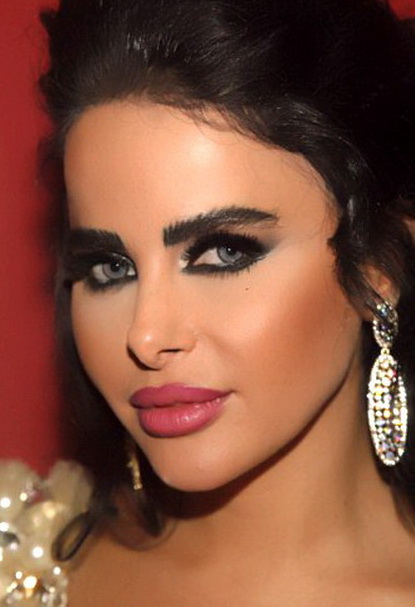
Porträt 2015

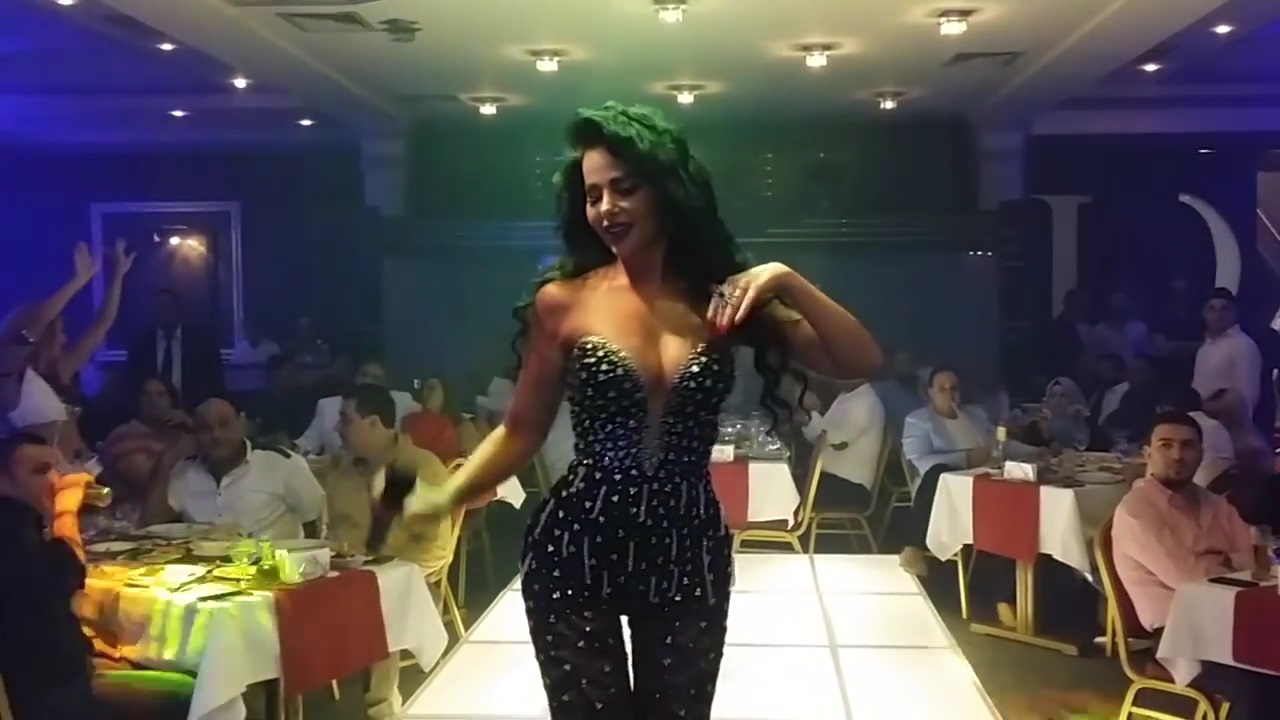
Live 2016

Layāl Abboud (arabisch ليال عبود, DMG Layāl ʿAbbūd) (* 15. Mai 1982 in Kanisah) ist eine libanesische Popsängerin und Schauspielerin.

## Biografie
Layal wurde 1982 im Bezirk Tyros geboren und wuchs zusammen mit drei Brüdern und sechs Schwestern in der kinderreichen, schiitisch geprägten Familie Munir und Maryam Abboud auf. Nach dem Abitur studierte sie englische Literatur und erreichte einen Masters Degree in Übersetzung, bevor sie ihre musikalische Karriere begann.
2001 war sie erstmals in der TV-Show "Studio El-Fan" zu sehen. Sie singt in verschiedenen arabischen Dialekten und veröffentlichte bisher zwei Alben. Der Durchbruch gelang ihr 2009 mit den Songs Ahla Zaffe und Mghanaj die in die Hitparaden einzogen. Ein drittes Album mit neuem Management- und Songwritingteam war ursprünglich für 2017 angekündigt.
Weiterhin engagiert sie sich stark für Menschenrechte.

## Diskografie

### Studioalben
- 2008: Fi Shouq
- 2011: Ma Ba'eesh

### Singles (Auswahl)
- 2009: Ahla Zaffe
- 2019: Lmjanin (mit Ali Deek)
- 2022: Hobek Balwe (mit Ali Deek)
- 2024: Stop (mit Ali Deek)

## Auszeichnungen
- 2017: Kulturpreis für künstlerische Kreativität des libanesischen Kulturministeriums.[4]